# Uroxys simplex
Uroxys simplex är en skalbaggsart som beskrevs av Waterhouse 1891. Uroxys simplex ingår i släktet Uroxys och familjen bladhorningar. Inga underarter finns listade i Catalogue of Life.